# Рожнёва, Мария Ивановна
Мария Ивановна Рожнёва (12 августа 1930, Сылва — 2009) — прядильщица, текстильщица Купавинской тонкосуконной фабрики. Вместе с Лидией Кононенко выступила инициатором социалистического соревнования за экономию сырья в текстильной промышленности СССР. Лауреат Сталинской премии (1950).

## Биография
Родилась 12 июля 1929 года в Сылве Кунгурского района Пермской области. Член ВКП(б) с 1949 года.
Окончила школу фабрично-заводского ученичества (1946).
В 1946—1984 гг. — прядильщица, текстильщица, бригадир, а последние 5 лет до выхода на пенсию — зам. директора Купавинской тонкосуконной фабрики.
Новатор производства, зачинательница движения передовиков производства. За разработку рациональных методов организации труда и производства в лёгкой промышленности, обеспечивших улучшение качества продукции и экономию сырья и материалов удостоена Сталинской премии в 1950 году в возрасте 20 лет.
Избиралась депутатом Верховного Совета РСФСР 4-го, 5-го, 6-го созывов, делегатом XX съезда КПСС.
Почётный гражданин Старой Купавны (1999).
Автор и соавтор книг:
- Тебе, Родина [Текст] / М. Рожнева, Л. Кононенко, текстильщицы Купавин. тонкосуконной фабрики лауреаты Сталинской премии ; [Предисл. А. Чутких]. - [Москва] : изд. и 1-я тип. Профиздата, 1950. - 120 с. : ил.; 17 см. - (Новаторы сталинской пятилетки).
- Мы из Купавны [Текст]. - Москва : Сов. Россия, 1962. - 88 с. : ил.; 17 см.
- В родной семье [Текст] / М. Рожнева, Л. Кононенко, текстильщицы Купавин. тонкосуконной фабрики лауреаты Сталинской премии. - [Москва] : Профиздат, 1953. - 136 с. : ил.; 20 см.

Умерла в 2009 году в Москве.